# Birlikte
Birlikte – Zusammenstehen ist der Name einer Kundgebung gegen rechtsextreme Gewalt in Deutschland, die erstmals am 9. Juni 2014 in Köln stattfand (türk. birlikte: zusammen, gemeinsam).

## Birlikte - Zusammenstehen: 7. – 9. Juni 2014

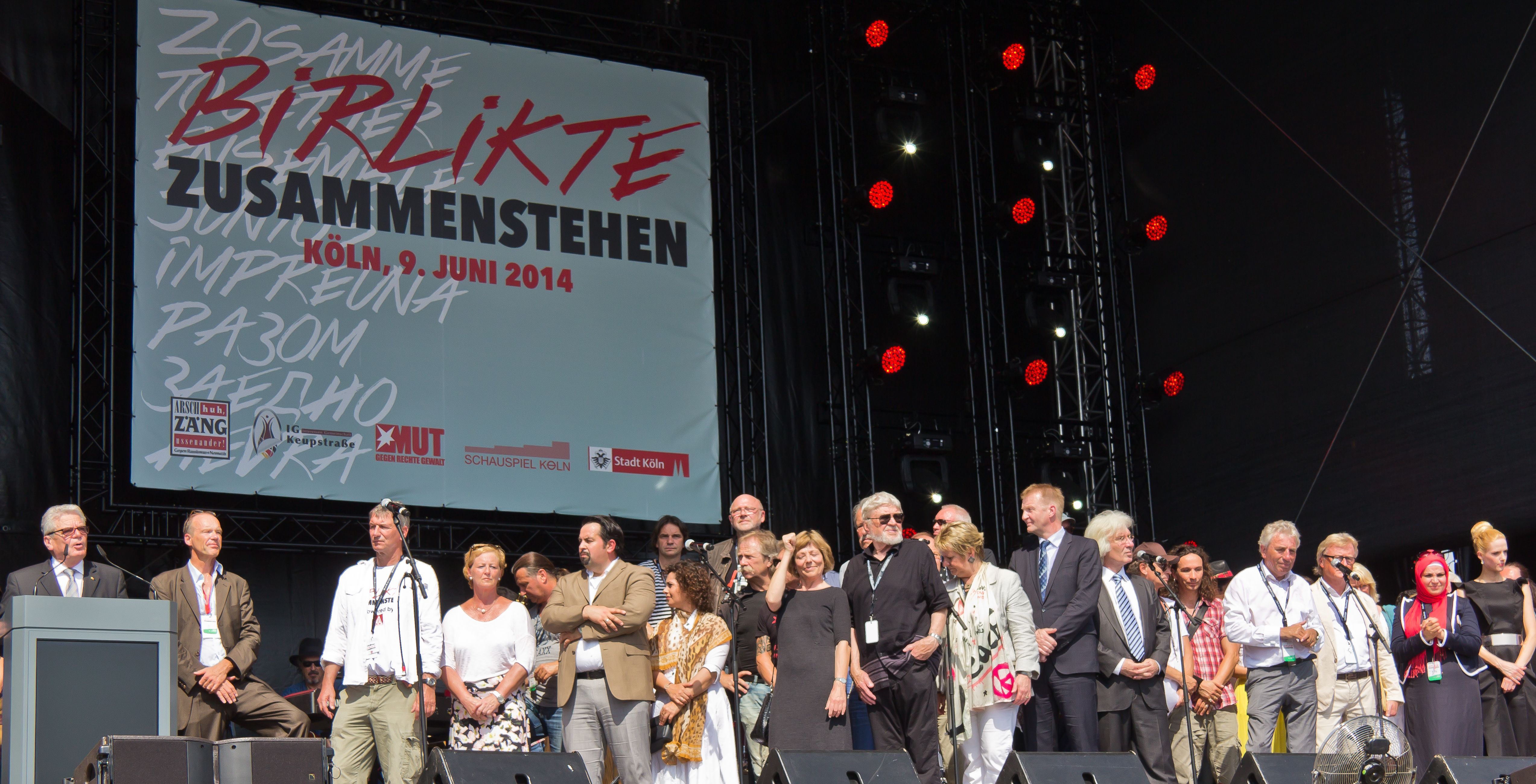
Rede von Bundespräsident Joachim Gauck mit allen teilnehmenden Rednern und Künstlern auf der Bühne

Basierend auf einer Idee von Mario Rispo für ein Kulturfest „Birlikte“ entwickelte sich mit Unterstützung des Vereins Arsch huh, Zäng ussenander die Kundgebung „Birlikte - Zusammenstehen“, die am Pfingstmontag, dem 9. Juni 2014, anlässlich des 10. Jahrestages des Nagelbombenanschlags in Köln auf einem Brachgelände in der Kölner Schanzenstraße stattfand. Es wurde eine Mischung aus Ansprachen und Musikkünstlern dargeboten. Unter den geplanten Rednern und Musikern befanden sich Stefan Aust, Aynur Doğan, Stephan Bachmann, BAP und Wolfgang Niedecken, die Bläck Fööss, Andreas Bourani, Tom Buhrow, Clueso, Wilma Elles, Eko Fresh, Aladin El-Mafaalani, Tommy Engel und L.S.E., Sertab Erener & Demir Demirkan, Die Fantastischen Vier, Alexa Feser, Uli Hauser, Max Herre, Höhner, Ralf Jäger, der Kölner Jugendchor Sankt Stephan, Kasalla, Carolin Kebekus, Hardy Krüger senior, Udo Lindenberg, Zülfü Livaneli, Sylvia Löhrmann, Peter Maffay, Microphone Mafia, Giusi Nicolini (Bürgermeisterin von Lampedusa e Linosa), Bernhard Paul, Meral Sahin, Isabel Schayani, Wilfried Schmickler, Semiya Şimşek (die Tochter des ersten Opfers des Nationalsozialistischen Untergrundes), Serdar Somuncu, Atanasios Tsiolakidis, die Zeltinger Band und Bundespräsident Joachim Gauck, der die Veranstaltung eröffnete. Aufgrund eines Unwetters wurde die Veranstaltung vorzeitig abgebrochen, sodass einige der geplanten Gäste nicht mehr auftreten konnten; unter anderem mussten die Soloauftritte von Udo Lindenberg und Peter Maffay abgesagt werden. Moderiert wurde die Kundgebung von Sandra Maischberger und Fatih Çevikkollu. Die Kundgebung wurde von insgesamt rund 70.000 Menschen besucht.

## Birlikte - Zusammenleben: 14. Juni 2015

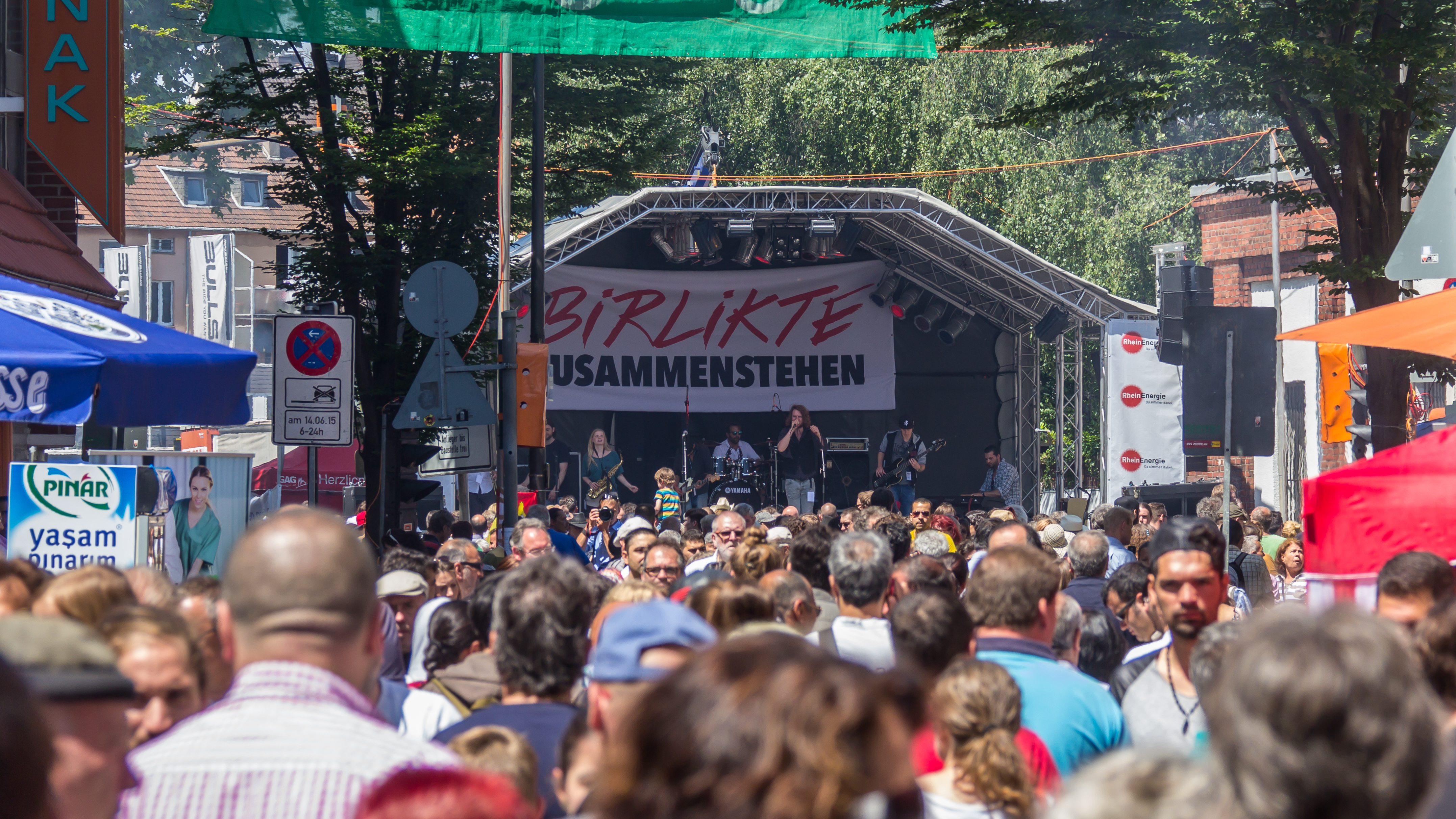
Besucher von Birlikte in der Keupstraße und Hauptbühne am nördlichen Ende der Keupstraße

Die eigentlich als einmalig geplante Kundgebung fand aufgrund der zahlreichen Demonstrationen von Pegida und Kögida, aber auch wegen des immer noch nicht abgeschlossenen NSU-Prozesses, am 14. Juni 2015 unter neuem Motto statt. Außerdem war die Veranstaltung auf einen Tag begrenzt. Auch die große Open-Air-Bühne gab es nicht, dafür wurden die anderen Bühnen vergrößert, so dass insgesamt mehr Menschen als 2014 dort Platz finden konnten. Dabei traten über 500 lokale und überregionale Künstler auf rund 30 Bühnen auf, darunter Brings, die Bläck Fööss, Die Höhner, Eko Fresh, Cat Ballou, Kasalla, Mariama Kouyaté, Maryam Akhondy, die Microphone Mafia, Syavash Rastani Bandari Trance, Wolf Maahn und Jürgen Zeltinger. Neben den Konzerten fanden Theateraufführungen, Vorträge und Diskussionen im Schauspiel Köln/Carlswerk und in der Keupstraße statt. Teilnehmer waren unter anderem Esther Bejarano, Fatih Çevikkollu, Lamya Kaddor, Navid Kermani, Rupert Neudeck und Guntram Schneider. Nach Schätzung der Organisatoren hatte das Festival 70.000 Besucher, was der Zahl des Vorjahres entsprach. Die Veranstaltung begann um 11 Uhr morgens, der letzte Programmpunkt endete um 23 Uhr.

## Birlikte - Zusammenreden: 27. Mai – 5. Juni 2016
Bei der dritten Wiederholung des Birlikte-Fests, diesmal unter dem Motto „Zusammenreden“, wurde das Programm um eine Dialogwoche mit verschiedenen, über die ganze Stadt verteilten Veranstaltungen erweitert. Diese begann am 27. Mai 2016. Dabei sollten im Dialog der Teilnehmer auch mit Künstlern, Wissenschaftlern, Intellektuellen sowie Vertretern der Stadt die Möglichkeiten des besseren Zusammenlebens ausgelotet werden. Das Birlikte-Festival fand am 5. Juni seinen Höhepunkt und Abschluss im ganztägigen Kunst- und Kulturfestival sowie einer Kundgebung auf der Keupstraße und im Carlswerk. Dabei sollten auf 25 Bühnen mehr als 400 Künstler auftreten. Aufgrund einer Unwetterwarnung musste die zentrale Veranstaltung in Köln-Mülheim jedoch gegen 16 Uhr abgebrochen werden.

## Birlikte - Gedenken & Kulturfest 9. Juni 2024

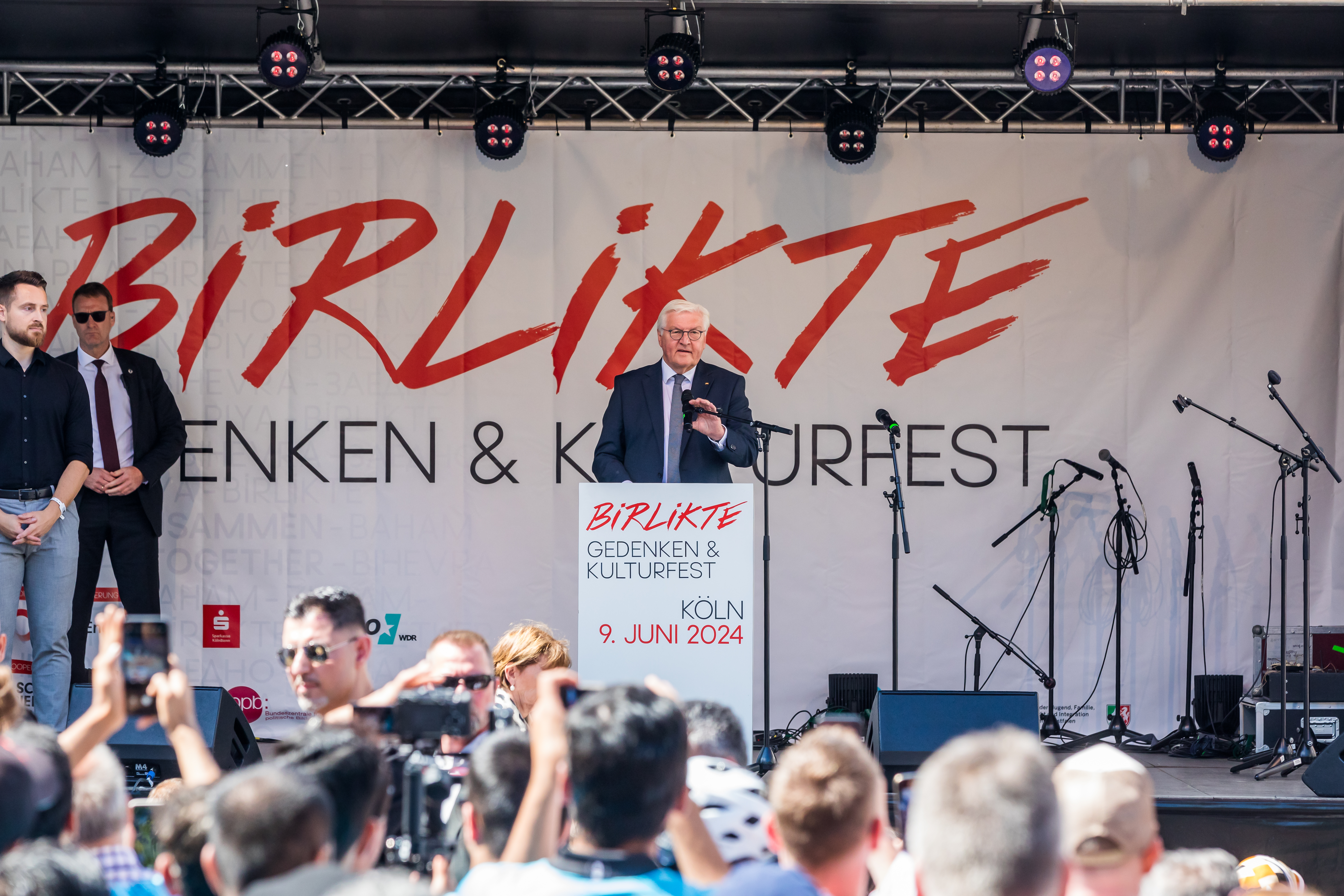
Bundespräsident Steinmeier spricht auf der Bühne auf der Keupstraße

Zum 20. Jahrestag des NSU-Nagelbombenanschlags wurde ein Gedenk- und Kulturfest veranstaltet. Neben Lesungen, Ausstellungen, Aufführungen und musikalischen Acts und Podiumsdiskussionen gab es auf einer Bühne Wortbeiträge von Betroffenen, Bundespräsident Frank-Walter Steinmeier, Oberbürgermeisterin Henriette Reker und NRW-Ministerpräsident Hendrik Wüst.